# Tanytarsus eminulus
Tanytarsus eminulus är en tvåvingeart som först beskrevs av Walker 1856.  Tanytarsus eminulus ingår i släktet Tanytarsus och familjen fjädermyggor. Arten är reproducerande i Sverige. Inga underarter finns listade i Catalogue of Life.